# Wilhelm Barthlott
Wilhelm Barthlott, né en 1946 à Forst (Bade-Wurtemberg), est un botaniste et chercheur en bionique allemand.
Les domaines d'activité de Wilhelm Barthlott sont la systématique et la recherche sur la biodiversité avec comme axe essentiel l'écosystème et la répartition de la biodiversité dans son ensemble. Dans le domaine de la bionique il est reconnu comme l'un des pionniers de la recherche en matière de surfaces biologiques et biomimétiques. À partir de ses travaux de recherche systématique par le biais de la microscopie électronique sur les surfaces des plantes, il a développé des surfaces techniquement auto-nettoyantes (effet Lotus) et, dans les dernières années, des surfaces qui sous l'eau retiennent l'air de façon permanente (effet Salvinia). Ces dernières conduisent à un tournant significatif dans certains domaines de la science des matériaux et ont permis le développement de surfaces biomimétiques superhydrophobes. Commercialisées sous la marque "Lotus-Effect" elles représentent un véritable succès économique.

## Biographie
Wilhelm Barthlott fait des études de biologie à l'université de Heidelberg, avec comme matières secondaires, la physique, la chimie et la géographie. En 1973 il passe sa thèse de doctorat sur la systématique et la biogéographie des cactees épiphytes. Il obtient alors un poste à l'université libre de Berlin et y est de 1982 à 1985 chef de département à l’Institut botanique. En 1985 il obtient une chaire à l'université de Bonn et prend les fonctions de directeur de l’Institut botanique et du Jardin botanique. De 2003 à 2011 il est directeur et gérant du Nees-Institut für Biodiversität der Pflanzen ainsi que directeur du Jardin botanique de l’université de Bonn, deux institutions qu’il s’est employé à restructurer et à agrandir de façon durable.
Barthlott est Professeur émérite depuis 2011, mais a continué à diriger également jusqu’à son terme en 2014 l'Unité de recherche « Biodiversität im Wandel » , un projet à long terme de l’Académie des sciences et des lettres de Mayence. En 2011 il a fondé avec Walter Erdelen (UNESCO) le réseau Biodiversité de Bonn BION (Biodiversity Network Bonn BION), lequel est depuis 2013 implémenté par son successeur Maximilian Weigend. Il dirige les travaux destinés à transposer ses découvertes nommées Effet Lotus et Effet Salvinia dans le cadre d’actuels projets de recherche.

## Action
Recherche en Biodiversité et écologie tropicale
De vastes travaux de recherche, avant tout dans les Andes d’Amérique du Sud avec de nombreux travaux sur la taxonomie et la morphologie des cactees, des orchidées et broméliacées à l’aide de l’analyse des structures de leur surface grâce au microscope électronique à balayage. Travaux également sur la structure et l’état de la végétation à Madagascar et en Afrique de l’Ouest tropicale ainsi que pour expliquer les mécanismes qui dirigent et répartissent la biodiversité dans les Tropiques. Études des modèles d’écosystèmes tropicaux comme par ex. ceux des inselberg tropicaux et des plantes épiphytes au sommet des forêts tropicales. Les travaux actuels se concentrent avant tout sur la cartographie topographique de la biodiversité à l’échelle mondiale et les dépendances macro-écologiques que celle-ci engendre. Sa mappemonde de la biodiversité est entretemps reprise dans de nombreux livres d’école traitant de biologie et de géographie. Dans le cadre du projet sur l’Afrique BMBF-BIOTA, ont été analysés les différents exemples de biodiversité existant en Afrique pour en extrapoler un modèle à l’échelle du continent et les conséquences possibles de la mutation du climat.
Systématique et Évolution
Les travaux de Wilhelm Barthlott en matière de systématique et de taxonomie se concentrent sur l’exploration de la biodiversité de certains groupes d’angiospermes, au centre desquels on trouve les cactus, mais aussi les orchidées (avant tout les caractères systématiques de la structure microscopique de l’enveloppe des graines). À l’intérieur de son groupe de travail , ce sont les travaux de systématique moléculaire qui se trouvent au premier plan. Les intérêts que représentent la systématique et l’écologie se trouvent réunis dans le secteur d’activité plantes carnivores. (Ceci a conduit entre autres choses à la découverte de la première plante capteuse de protozoaires la Genlisea, qui possède en même temps le plus fort taux d’évolution et le génome le plus petit connu à ce jour de toutes les plantes à fleurs. L’appellation de la plante carnivore Genlisea barthlottii lui rend hommage dans ce domaine. En outre le genre Barthlottia madagascariensis et sept autres espèces ont été nommées d’après lui. Une liste complète des espèces se trouve dans l’IPNI.
Bionique et Interfaces
Wilhelm Barthlott a été le premier botaniste utilisant systématiquement le microscope électronique à balayage partir de 1970 pour explorer la surface des plantes. Il en est résulté de nombreux travaux, avant tout la découverte, dans le milieu des années 1970, de l’effet auto-nettoyant des surfaces superhydrophobes à micro- et à nanostructure, qui sous la marque Lotus-effekt (Effet Lotus) ont été transposées techniquement à partir de 1998. Les produits qui en résultent sont aujourd’hui commercialisés dans le monde entier. Les brevets et marque Lotus-Effekt sont déposés chez la société Sto AG.
La recherche biologique sur les interfaces et la bionique sont aujourd’hui un domaine de recherche central, pour lequel on utilise avant tout également le microscope électronique atomique. Les travaux actuels portent sur les surfaces qui retiennent l’air de façon permanente en s’inspirant du modèle de la fougère flottante Salvinia qui repose sur un principe physique extrêmement complexe (Effet Salvinia). La couche d’air réduisant le phénomène de frottement avec l’eau, elle pourrait représenter une avancée technologique biomimétique importante dans le domaine de la construction des coques de bateaux : Par une réduction de la résistance de frottement les bateaux pourraient ainsi économiser près de 30 % de leur consommation de carburant, un chiffre de la plus haute importance pour l’environnement.

## Honneurs et distinctions
- 1990 Membre de l’Académie des sciences et des lettres de Mayence
- 1991 FLS (Foreign Member)  Linnean Society of London
- 1997 Membre de l’Académie     des Sciences de la Rhénanie du Nord-Westphalie
- 1997 Prix Karl-Heinz-Beckurts
- 1998 Nommé pour le Prix Allemand de l’Avenir pour la Technique et     l’Innovation du Président de la République (Deutscher Zukunftspreis)
- 1998 Ordre Andrés Bello du président Rafael Caldera de la République     du Venezuela
- 1999 Membre     de l‘Académie Nationale des Sciences Leopoldina (Nationale     Akademie der Naturforscher Leopoldina)
- 1999 Prix Philip-Morris
- 1999 Prix Allemand de     l’Environnement (Deutscher     Umweltpreis)
- 2001 Médaille     Treviranus de l’Union des Biologistes Allemands (Verband Deutscher Biologen)
- 2001 GlobArt Award     (Autriche) pour „Pensée Innovante allant au-delà des frontières“
- 2002 Cactus d’Or de la Principauté de Monaco
- 2004 Scientist in Residence de l’Université de Duisburg-Essen
- 2005 Prix de l’Innovation du Ministère Fédéral de l‘Éducation et de la     Recherche Scientifique (BMBF)
- 2006 Premier Prix du Concours Universitaire des Inventeurs  de Rhénanie du Nord-Westphalie
- 2007 Médaille     Maecenas de l’Université     de Bonn
- 2010 -2014 Director of the Board of the International     Society of Bionic Engineering, ISBE, Beijing.

## Œuvre
- La liste des publications de Wilhelm Barthlott comprend plus de 440 papiers. On peut en trouver la liste complète sous www.lotus-salvinia.de ou bien sous Wilhelm Barthlott Google Scholar Citations.

### Sélection
- avec Mathias Mail, Bharat Bhushan et Kerstin Koch : (en) « Plant Surfaces: Structures and Functions for Biomimetic Innovations », Nano-Micro Letters, vol. 9, no 23,‎ 2017 (lire en ligne ).
- avec M. Daud Rafiqpoor et Walter R. Erdelen : (en) « Bionics and Biodiversity – Bio-inspired Technical Innovation for a Sustainable Future », dans J. Knippers (dir.), Biomimetic Research for Architecture: Biologically-Inspired Systems, Springer, 2016 (lire en ligne ), p. 11-55.
- avec M. Daud Rafiqpoor : (de) « Biodiversität im Wandel – Globale Muster der Artenvielfalt », dans Jose L. Lozán (dir.), Warnsignal Klima: Die Biodiversität, Alfred Wegener Institut, 2016, p. 44-50.
- avec Jasmin Obholzer et M. Daud Rafiqpoor  : (de) Pflanzen der Heiligen Bücher Bibel und Koran, Bonn, Bundesamt für Naturschutz, coll. « BfN Skripten » (no 448), 2016, 106 p. (lire en ligne).
- avec Mathias Mail et C. Neinhuis : (en) « Superhydrophobic hierarchically structured surfaces in biology: evolution, structural principles and biomimetic applications », Philosophical Transactions of the Royal Society, no 374,‎ 2016 (lire en ligne ).

- Barthlott, W. et al. (2015): Biogeography and Biodiversity of Cacti. - Schumannia 7, p. 1-205, ISSN 1437-2517 [Download Flyer]
- Barthlott, W. et al. (2014): Orchid seed diversity: A scanning electron microscopy survey. – Englera 32, p. 1-244. https://www.nees.uni-bonn.de/news/picbin/lesprobe_engl
- Yan, Y. Y., Gao, N. & W. Barthlott (2011): Mimicking natural superhydrophobic surfaces and grasping the wetting process: A review on superhydrophobic surfaces. p. 80-105. Adv.Colloid Interface Science, DOI: 10.1016/j.cis.2011.08.005
- Cerman, Z., Barthlott, W.  & J. Nieder (2011): Erfindungen der Natur: Bionik – Was wir von Pflanzen und Tieren lernen können. 3rd edn, ., 280 pp.., Rowohlt-Verlag
- Sommer, J. H., Kreft, H., Kier, G., Jetz, W. Mutke, J. & W. Barthlott (2010): Projected impacts of climate change on regional capacities for global plant species richness. Proc.  Royal Soc. DOI: 10.1098/rspb.2010.0120
- Kier, G., Kreft, H., Lee, T. M., Jetz, W., Ibisch, P., Nowicki, C., Mutke, J. & W. Barthlott (2009): A global assessment of endemism and species richness across island and mainland regions. PNAS 106 (23): DOI: 10.1073/pnas.0810306106
- Barthlott, W. et al. (2009): A torch in the rainforest: thermogenesis of the Titan arum (Amorphophallus titanum). Plant Biol. 11 (4): 499-505 DOI: 10.1111/j.1438-8677.2008.00147.x
- Barthlott, W., Porembski S., Seine R., Theisen I. (2008): Plantes carnivores. Biologie et culture. Éditions Belin, Paris, 248 pp.
- Greilhuber, J., Borsch, T., Müller, K., Worberg, A., Porembski, S. & W. Barthlott (2006): Smallest angiosperm genomes found in Lentibulariaceae, with chromosomes of bacterial size. Plant Biol. 8: 770-777 DOI: 10.1055/s-2006-924101
- Barthlott, W. et al. (2005): Global centres of vascular plant diversity. Nova Acta Leopoldina 92 (342): 61-83
- Borsch, T., Hilu, K. W., Quandt, D.  Wilde, V., Neinhuis, C. & W. Barthlott (2003): Noncoding plastid trnT-trnF sequences reveal a well resolved phylogeny of basal angiosperms. J. Evol. Biol. 16: 1-19 DOI: 10.1046/j.1420-9101.2003.00577.x
- Barthlott, W. & M. Winiger (eds.) (2001): Biodiversity. A challenge for development research and policy.  429 pp. ., Springer Publishers DOI:10.1007/978-3-662-06071-1
- Porembski, S. & W. Barthlott (eds.) (2000): Inselbergs: biotic diversity of isolated rock outcrops in tropical and temperate regions. 528 pp., Springer Publishers DOI:10.1007/978-3-642-59773-2
- Barthlott, W. et al. (1998): First protozoa-trapping plant found. Nature 392: 447 DOI: 10.1038/33037
- Barthlott, W. & C. Neinhuis (1997): Purity of the sacred lotus, or escape from contamination in biological surfaces. Planta 202: 1-8 DOI: 10.1007/s004250050096
- Barthlott, W., Lauer, W. & A. Placke (1996): Global distribution of species diversity in vascular plants: towards a world map of phytodiversity. Erdkunde 50: 317‑327  DOI  10.3112/erdkunde.1996.04.03
- Wagner, T., Neinhuis, C. & W. Barthlott (1996): Wettability and contaminability of insect wings as a function of their surface sculptures. Acta Zoologica 77 (3): 213-225 DOI: 10.1111/j.1463-6395.1996.tb01265.x
- Burr, B., Rosen, D. & W. Barthlott (1995): Untersuchungen zur  Ultraviolettreflexion        von Angiospermenblüten. III. Dilleniidae und Asteridae.  186 pp , Akad. Wiss. Lit. Mainz. F. Steiner Verlag, Stuttgart http://www.lotus-salvinia.de/pdf/128.%20Burr_Rosen_Barthlott%201995%20UV%20Angiospermenblueten%20III.pdf
- Noga, G., Wolter, M., Barthlott, W. & W. Petry (1991): Quantitative evaluation of epicuticular wax alterations as induced by surfactant treatment. Angew. Bot. 65: 239-252
- Barthlott, W. & E. Wollenweber (1981): Zur Feinstruktur, Chemie und taxonomischen Signifikanz epicuticularer Wachse und ähnlicher Sekrete. 67 S., Akad. Wiss. Lit. Mainz. F. Steiner Verlag, Stuttgart http://www.lotus-salvinia.de/pdf/038.%20Barthlott_Wollenweber%201981%20Feinstruktur%20epicuticularer%20Wachse.Pdf
- Barthlott, W. (1977): Les Cactées. Hatier, Paris (1979)
- Barthlott, W. & N. Ehler (1977): Raster-Elektronenmikroskopie der Epidermis-Oberflächen von Spermatophyten.  105 pp ., Akad. Wiss. Lit. Mainz. F. Steiner Verlag, Stuttgart, http://www.lotus-salvinia.de/pdf/024.%20Barthlott_Ehler%201977%20Epidermisoberflaechen%20Spermatophyten.pdf

### Quelques références
Les informations contenues dans cet article proviennent pour la plupart des sources indiquées sous la rubrique „Notes et références“ auxquelles s’ajoutent en outre les sources suivantes :
Inscription sur la page du projet du BMBF BIOTA AFRICA
Biomimetic materials W. Barthlott und K.Koch (Edit.) Thematische Serie dans Open Access Beilstein Journal of Nanotechnology
Inscription en tant que membre sur le site web de l’Akademie der Wissenschaft und Literatur Mainz
Inscription en tant que membre de Prof. Dr. Wilhelm Barthlott (avec photo et CV) ) sur le site web de l'Académie Léopoldine
Inscription dans les „archives Lauréats“ de la DBU